# 知识产权权利穷竭原则
知识产权权利穷竭（英語：Exhaustion of intellectual property rights）构成知识产权权利的其中一项限制。一旦在知识产权所有人授权的情况下出售知识产权产品，无论在国内和国际市场受知识产权保护的商品进行的出售、出租、出借或第三方用作商业用途都受这原则制约。
当知识产权所有人或其他经知识产权所有人同意出售拥有知识产权（如专利权）的产品时，知识产权便视为用尽。知识产权所有人不能行使权利。这限制也被称为穷竭原则、權利耗盡原則或首次销售原则。例如，如果一个发明家获得一种新型伞子的专利权，发明家（或任何其他人向他买下他的专利的人）可以合法地禁止其他公司生产和销售这种伞子，但不能禁止客户从专利权所有人买下这把伞子后再卖给第三方客户。「国内穷竭」概念是一个在世界各地「相当广泛的共识」至少适用于国内市场的范围内。不过，「在什么程度可以通过国内法的情况下监管在国外销售受知识产权保护的产品用尽知识产权的共识方面還是不足。」这是「地区穷竭」或「国际穷竭」的概念。取决于进口国穷竭的规则和法律含义即国家管辖权，存在相当大的差异。
国际穷竭的法律概念是更具争议的，而且只受某些国家承认。进口，在承认国际穷竭概念的国家，知识产权所有人不能阻止自己授权的知识产权产品卖出国外。与贸易有关的知识产权协定（TRIPS）是由世界贸易组织（WTO）管理，但不涉及知识产权权利用尽的问题的国际协议。